# Нурликент
Нурлике́нт (каз. Нұрлыкент) — село у складі Жуалинського району Жамбильської області Казахстану. Адміністративний центр Нурликентського сільського округу.
До 2007 року село називалося Бурнооктябрське.
Населення — 3695 осіб (2021; 3646 у 2009, 3057 у 1999, 2403 у 1989).